# 길병민
길병민(1994년 2월 17일 ~ )은 대한민국의 베이스바리톤 성악가다.

## 생애
- 서울대학교 성악과를 수석으로 졸업했으며 일찍이 짙은 호소력과 뛰어난 기량을 인정받아 동아음악콩쿠르 1위, 국립오페라단 콩쿠르 금상, 광주성악콩쿠르 1위, 대구성악콩쿠르 대상 등 국내 권위있는 콩쿠르들을 석권하였으며 대한민국 음악대상에서 미래가 촉망되는 예술가에게 수여하는 월드 영 아티스트 부문에 선정, 문화체육관광부 장관상을 수상하였다.
- 2016년 프랑스에서 열린 뚤루즈 국제성악콩쿠르에서 우승하며 대한민국을 대표하는 차세대 성악가로 주목받기 시작하였고 2017년 모나코 몬테 카를로 국제성악콩쿠르 우승, 비엔나 옷토 에델만 국제성악콩쿠르 우승, 208년 조지아 트빌리시 오페라크라운 국제성악콩쿠르 우승, 2019년 미국 줄리오 가리 국제콩쿠르와 러시아 갈리나 비슈네브스카야 국제성악콩쿠르에서 모두 우승하며 그의 예술적 잠재력을 인정받았다.
- 파비오 루이지가 지휘하는 피렌체 오페라 극장의 <리골레토>를 통해 데뷔한 그는 세계적인 성악가 일다르 압드라차코프가 주최하는 페스티벌에 초청되어 유럽 무대의 주역들과 함께 무대를 펼쳤으며 2019년 8월부터 영국 로열 오페라 하우스의 Jette Parker Artists Programme 19/20 시즌에 선발되어 활동하였다.
- 2020년 JTBC 팬텀싱어 3에 출연하여 장차 대한민국의 국가대표 성악가로 성장하겠다는 포부를 밝힌 바 있으며 성악가와 크로스오버 그룹 레떼아모르의 리더로 다양한 장르를 넘나드는 엔터테이너로서의 모습을 보여주고 있다. 레떼아모르로 활동하며 미니앨범 <Wish>, 디지털싱글 <이 별 빛>을 발매하였고, 故김현식 헌정 리메이크 앨범에 참여하였다.
- 2020년 10월 한국가곡으로 이루어진 음반 <꽃 때 – A Time to Blossom>을 발매함과 동시에 기념 리사이틀이 매진되는 기염을 토했으며 국립합창단, 서울시립교향악단, KBS교향악단 등과 협연, 계절을 주제로 한 기획 단독공연 <그대의 봄>, <우리의 가을>, <다시, 겨울> 등을 통하여 관객들과 만나고 있다.
- 2022년 2월 17일 워너클래식 레이블로 정통클래식앨범 <The Road of Classics>를 발매, 2만5000여 장의 예약판매로 멀티 플래티넘 반열에 올랐다.
- 2022년 뮤지컬<엘리자벳>의 황제 프란츠 요제프역으로 뮤지컬에 데뷔하였으며 프란츠 요제프 역으로 2023년 제17회 대구 국제 뮤지컬 페스티벌 DIMF 어워즈에서 올해의 신인상을 수상하였고 2023년 뮤지컬<모차르트!>에서 콜로레도 대주교 역으로 활약하였다. 또한 2024년 <엘리자벳: 더 뮤지컬 라이브>의 영화관 개봉으로 스크린에도 데뷔하였다.
- 최근 미국,유럽,아시아의 여러 국제성악콩쿠르에서 우수한 성적을 거두고  미국,유럽,아시아 등 국제무대에서 끊임없는 러브콜을 받으며 자신만의 행보를 만들어가고 있다.

## 학력
- 선화예술중학교
- 선화예술고등학교
- 서울대학교 성악과

## 활동 그룹
- 2012~2013 유엔젤 보이스
- 2014 에클레시아
- 2017 어썸(Awesome)
- 2020~ 레떼아모르(Letteamor)

## 수상
- 2011년 제26회 예진음악콩쿠르 고등부 전체 특상[1]
- 2011년 제24회 한국성악콩쿠르 고등부 장려상
- 2014년 제8회 독일가곡 콩쿠르 대학부 1위
- 2014년 제18회 서울 내셔널 심포니 오케스트라 콩쿠르 대학일반부 1위
- 2014년 제5회 연지예술가곡 콩쿠르 대학부 1위
- 2014년 제15회 부일 성악콩쿠르 대학일반부 1위
- 2014년 제25회 슈베르트 가곡 콩쿨 대학부 3위
- 2014년 제51회 프란치스코 비냐스 국제콩쿠르 세미 파이널리스트 (스페인)
- 2015년 제41회 중앙음악콩쿠르 성악부문 2위[2]
- 2015년 제55회 동아음악콩쿠르 성악부문 2위[3]
- 2015년 몬트리올 국제 성악 콩쿠르 세미파이널리스트 (캐나다)
- 2015년 제1회 파파로티 성악콩쿠르 1위
- 2015년 제21회 수리음악콩쿠르 대학일반부 3위
- 2015년 제33회 대구전국성악콩쿠르 대상(문화체육부 장관상)
- 2015년 제8회 정율성음악축제 광주성악콩쿠르 1위[4]
- 2016년 제12회 서울국제음악콩쿠르 5위[5]
- 2016년 제23회 KBS한전음악콩쿠르 은상
- 2016년 제51회 툴루즈 국제 성악 콩쿠르 최연소 베이스 우승 (프랑스)[6]
- 2016년 제15회 국립오페라단 성악콩쿠르 금상
- 2016년 대한민국 음악대상 월드 영 아티스트 수상
- 2017년 몬테카를로 국제성악콩쿠르 우승 (모나코)[7]
- 2017년 제57회 동아음악콩쿠르 성악부문 1위[8]
- 2017년 제68회 개천예술제 전국음악경연대회 성악 일반부 대상
- 2017년 뉴욕 카루소 국제성악콩쿠르 우승 (미국)
- 2017년 빈 옷토 에델만 국제성악콩쿠르 우승, 청중상,특별상 (오스트리아)
- 2018년 트빌리시 오페라 크라운 국제성악콩쿠르 초대 우승 (조지아)
- 2018년 제69회 비오티 국제음악콩쿠르 1위 없는 공동 2위 (이탈리아)
- 2018년 몬트리올 국제 성악 콩쿠르 출전 (캐나다)
- 2018년 제5회 마고마에프 국제콩쿠르 2위 (러시아)
- 2019년 줄리오 개리 국제성악콩쿠르 우승 (미국)
- 2019년 미르얌 헬린 국제콩쿠르 세미파이널리스트 (핀란드)
- 2019년 제16회 차이코프스키 콩쿠르 세미파이널리스트 특별상 (러시아)
- 2019년 제7회 갈리나 비슈네브스카야 국제오페라콩쿠르 우승 (러시아)[9]
- 2019년 제17회 엄정행 전국 성악 콩쿠르 대상
- 2021년 몽세라 카바예 국제성악콩쿠르 파이널리스트 (스페인)
- 2023년 제17회 대구국제뮤지컬페스티벌 신인상 (뮤지컬 엘리자벳 프란츠 요제프역)
- 2023년 2023 오페라 인덱스 성악콩쿠르 우승 (미국)
- 2023년 제8회 닝보 국제성악콩쿠르 준우승 (중국)
- 2024년 제1회 카스카이스 오페라 국제성악콩쿠르 1위 (포르투갈)

## 공연

### 독창회
- 2018. 3. 베이스 길병민 독창회 (국제아트홀)
- 2018. 5. 베이스 길병민 리사이틀 (영산아트홀)
- 2018. 8. 베이스 길병민 독창회 (국제아트홀)
- 2019. 2. 베이스 길병민 독창회 (국제아트홀)
- 2019. 12. 베이스바리톤 길병민 리사이틀 <Song on the ‘길’> (푸르지오 아트홀)
- 2020. 10. / 11. 베이스바리톤 길병민 리사이틀 <A Time to Blossom> (롯데콘서트홀, 부산문화회관 대극장, 고양아람누리 아람음악당)
- 2020. 11. 베이스바리톤 길병민 리사이틀 앙코르 콘서트 <A Time to Blossom> (롯데콘서트홀)
- 2021. 4. 베이스 바리톤 길병민의 <그대의 봄> (롯데콘서트홀)
- 2021. 9. 베이스바리톤 길병민의 <우리의 가을> (푸르지오 아트홀)
- 2022. 1. 베이스바리톤 길병민 단독콘서트 <다시,겨울> (성남아트센터 오페라하우스)
- 2022. 2. 길병민 앨범발매기념 리사이틀 <로드오브클래식> (예술의전당 콘서트홀)
- 2022. 4. 베이스바리톤 길병민 어쿠스틱 리사이틀 <어느 꽃 피는 4월에> (푸르지오 아트홀)
- 2022. 5. 베이스바리톤 길병민 어쿠스틱 리사이틀 <5월의 찬란한 햇살처럼> (푸르지오 아트홀)
- 2022. 6. 베이스바리톤 길병민 어쿠스틱 리사이틀 <사랑의 길 : Le chemins de l'amour> (푸르지오 아트홀)
- 2022. 9. 베이스바리톤 길병민 리사이틀 <DAY & Night> (푸르지오 아트홀)
- 2022. 10. 베리스바리톤 길병민 리사이틀 <그대를 부르는 가을> (푸르지오 아트홀)
- 2023. 3. 베이스바리톤 길병민 리사이틀 <로드 오브 클래식 Road of Classics> (금호아트홀 연세)
- 2023. 4. 베이스바리톤 길병민 리사이틀 <Primavera> (금호아트홀 연세)
- 2023. 5. 베이스바리톤 길병민 리사이틀 <The Performer> (금호아트홀 연세)
- 2023. 7. 베이스바리톤 길병민 리사이틀 <THE PERFORMER ENCORE> (푸르지오 아트홀)
- 2023. 8. 베이스바리톤 길병민 리사이틀 <GUSTO> (푸르지오 아트홀)
- 2023. 9. 길병민 리사이틀 with Stars <ETERNO> (푸르지오 아트홀)
- 2023. 9. 길병민 리사이틀 <ETERNO> (푸르지오 아트홀)
- 2023. 10. 길병민 리사이틀 - 베이스 바라톤 길병민이 전하는 <10월의 선물> (푸르지오 아트홀)
- 2023. 10. 베이스바리톤 길병민 리사이틀 <THE ROAD OF CLASSICS> (울산 중구문화의전당 함월홀)
- 2023. 11. 길병민 리사이틀 <RINÀSCERE> (푸르지오 아트홀)
- 2024. 1. 길병민 리사이틀 <TURNING POINT> (푸르지오 아트홀)
- 2024. 3. 길병민 리사이틀  <REMIND> (푸르지오 아트홀)
- 2024. 5. 2024 길병민 콘서트 <THE ROAD> (푸르지오 아트홀)
- 2024. 5. 2024 길병민 콘서트 <THE ROAD ALL DAY> (푸르지오 아트홀)
- 2024. 6. 길병민 리사이틀 - 고양 <THE ROAD OF CLASSICS> (고양아람누리 아람음악당)
- 2023. 10. 함께 하는 4주년 감사 음악회 <선물> (푸르지오 아트홀)
- 2024. 10. KBS교향악단과 함께하는 제8회 여수음악제 소극장 시리즈 2 - 길병민의 <별을 캐는 밤> (GS칼텍스 예울마루 소극장)
- 2024. 11. 길병민 리사이틀 <Sogno D'or> (JCC아트센터 콘서트홀, 푸르지오 아트홀)
- 2025. 2. 길병민 리사이틀 <All my love for you> (푸르지오아트홀)
- 2025. 4. 길병민 리사이틀 <The Road of Spring> (JCC아트센터)
- 2025. 5. 길병민리사이틀 가정의 달 특집  <The Road of Classics> (푸르지오아트홀)

### 콘서트
- 2015. 10. 유중기획시리즈 - Rising Star Concert (유중아트홀)
- 2017. 12. 피아니스트 정한빈의 '음악 읽어주는 남자' (JCC 아트센터 콘서트홀)
- 2018. 12. 이해원 & 길병민 듀오 콘서트 (국제아트홀)
- 2019. 3. 성악가 길병민과 함께하는 로맨틱 뮤직박스 (양평문화원 호송홀)
- 2019. 3. L’Concert 김정원의 음악신보 (롯데콘서트홀)
- 2019. 4. 2019 길병민 봄내음 콘서트 (부산문화회관 챔버홀, 수성아트피아 무학홀, 마포아트센터 아트홀맥)
- 2019. 5. 행복한 음악회, 함께! (천도교 중앙대교당)
- 2020. 8. 광복절기념 합창축제 (예술의전당 콘서트홀)
- 2020. 8. 팬텀싱어 3 갈라 콘서트 (서울, 대구)
- 2020. 10. 디아트원의 사랑을 노래하다 가을의 팬텀 (롯데콘서트홀)
- 2020. 10. 팬텀싱어 갈라콘서트 (일산, 부산)
- 2020. 11. 팬텀싱어 앙코르 갈라콘서트 (서울)
- 2020. 12. BMW 언택트 콘서트 BMW YEAR-END UNTACT CONCERT (그랜드 하얏트 서울)
- 2021. 2. 국립합창단 미디어콘서트 <Poetic Colors> (온라인)
- 2021. 3. 올 댓 베토벤 & 팬텀 (예술의전당 콘서트홀)
- 2021. 4 ~ 6. 레떼아모르 단독콘서트 <YOURE MY EVERYTHING> (고양, 성남, 수원, 대전, 부산 각 2회)
- 2021. 4. 로맨틱 파트너스 (오산문화예술회관)
- 2021. 4. 오페라스타 2021 (롯데콘서트홀)
- 2021. 5. Voice of Phantom (롯데콘서트홀)
- 2021. 5 / 6. 팬텀싱어 올스타전 갈라 콘체르토 (올림픽공원 올림픽홀)
- 2021. 6. 파리를 사랑하는 이유 오페라 & 뮤지컬 (롯데콘서트홀)
- 2021. 7. 레떼아모르 미니앨범 발매 기념 콘서트 <Wish> (예술의전당 콘서트홀)
- 2021. 7. 문화콘서트 난장 (나주정미소)
- 2021. 8. 팬텀 오브 디 오케스트라 (롯데콘서트홀)
- 2021. 8. 국립합창단 광복절 기념 합창교향시 <코리아판타지> (예술의전당 콘서트홀)
- 2021. 8. CINEMA LIVE 이충주&길병민 (롯데콘서트홀)
- 2021. 9. 레떼아모르 단독콘서트 <The Most Beautiful Thing> (세종문화회관)
- 2021. 9. 강남심포니오케스트라와 함께하는 가을의 향연 (광림아트센터)
- 2021. 10. 보헤미안 랩소디 with 오케스트라 (세종대학교 대양홀)
- 2021. 10. 뮤지컬 갈라 콘서트 <All That Musical> (대전예술의전당)
- 2021. 10. 레떼아모르 미니앨범 발매 기념 콘서트 <Wish> (고양아람누리)
- 2021. 10. 크레디아 클래식 클럽 2021 : 존 노의 오페라 살롱 (롯데콘서트홀)
- 2021. 10. 10월의 마지막 밤 (예술의전당 콘서트홀)
- 2021. 11. 2021 SOMEDAY THEATRE LAST CANTABILE (세종문화회관)
- 2022. 11. 2021 Awesome Music Festival season 2 (세종대학교 대양홀)
- 2021. 11. KBS교향악단 & 존노 (예술의전당 콘서트홀)
- 2021. 11. 김수영 100주년 연주회 풀, 눈 그리고 꽃잎 (도봉구민회관)
- 2021. 11. 한빛예술단 <Music in the Dark Rubato> (롯데콘서트홀)
- 2021. 12. 서혜연 교수와 함께하는 박물관 토요음악회 (서울역사박물관)
- 2021. 12. 광명장애청년 다소니&루멘챔버오케스트라의 제 5회 정기연주회 (광명문화예술교육지원센터)
- 2021. 12. Perfect Concert (세종문화회관)
- 2021. 12. 옥주현&길병민 크리스마스콘서트 (안산문화예술의전당)
- 2021. 12. 레떼아모르 연말콘서트 <Great Adios 2021 with Letteamor> (서울 3회, 강동아트센터)
- 2022. 2. 봄날음악회 (롯데콘서트홀)
- 2022. 2. 원주문화재단 기획공연 클래식 콘서트 <다시, 봄> (원주 치악예술관)
- 2022. 3. 로맨틱 가곡콘서트 <꽃이 피네> (인천문화예술회관)
- 2022. 3. 신춘음악회 (천안예술의전당)
- 2022. 3. 김문정 콘서트 <ONLY> (이화여자대학교)
- 2022. 3. 길병민&박기훈 Duo Concert <그댈 위한 꽃,길> (강동아트센터)
- 2022. 3. 바리톤 김주택 & 피아니스트 정태양 오페라오페라 (성남아트센터 콘서트홀)
- 2022. 3. 문화도시 천천과 함께하는 G1방송 신춘음악회 (강원대학교춘천캠퍼스 백령아트홀)
- 2022. 4. THREE 바리토너 드 팬텀 (롯데콘서트홀)
- 2022. 4. 보헤미안 랩소디 with 오케스트라-서울 (세종대학교 대양홀)
- 2022. 4. 바리톤 김주택 뮤직라이브러리 Act2 (예술의 전당 콘서트홀)
- 2022. 6. 보헤미안 랩소디 with 오케스트라-부산 (영화의 전당 야외극장)
- 2022. 6. LAYERS CLASSIC LIVE CONCERT 2022-서울 (롯데콘서트홀)
- 2022. 8. 2030 부산세계박람회 유치기원 특별음악회 (오시리아 문화예술타운 쇼플렉스 건립부지)
- 2022. 10. 옥주현 & 길병민 [로맨틱 파트너스 콘서트] (대전예술의전당 아트홀)
- 2022. 10. Warner Classic & Crossover (대구아양아트센터)
- 2022. 11. 워너 아티스트 갈라 콘서트<프렌즈(FRIENDS)> (안양아트센터 관악홀)
- 2022. 12. <조수미 & 프렌즈 'In Love'> (서울 예술의 전당)
- 2023. 2. 레떼아모르 올 데이 콘서트 (LETTEAMOR All Day Concert) (서울 2회)
- 2023. 4. 시네마 클래식 콘서트 <러브레터> & <라라랜드> (롯데콘서트홀)
- 2023. 4. 길병민의 클래식 프렌즈 콘서트 <The Royal Opera> (성남아트센터 콘서트)
- 2023. 4. 옥주현 & 길병민 로맨틱 파트너스 (군산예술의전당)
- 2023. 6. 미리 만나는 부산국제아트센터 클래식 파크 콘서트 (부산시민공원 하야리아 잔디광장)
- 2023. 6. 포항시립교향악단 2023 포항뮤직페스티벌 (포항문화예술회관)
- 2023. 8. KBS대구방송총국과 국민건강보험공단 대구경북지역본부가 함께하는 썸머 페스티벌 (경북대학교 대강당)
- 2023. 8. 제2회 부산국제예술가곡축제 길병민의 '마중' (금정문화회관 금빛누리)
- 2023. 9. 천안시 승격 60주년 기념공연Ⅰ-＜뮤지컬스타 2023＞ (천안예술의전당)
- 2023. 9. WE 콘서트 : 사랑의 인사 (롯데콘서트홀)
- 2023. 12. 국립국악관현악단 <2023 윈터콘서트> (국립극장 하늘극장)
- 2023. 12. 2023 카메라타전남 송년음악회 - 전남 (전남대학교 민주마루)
- 2024. 1. 2024 신년음악회- 봄의 소리 (중국 닝보 문화대극장)
- 2024. 1. 2024 닝보 길병민 마스터클래스 (중국 닝보 서성콘서트홀)
- 2024. 1. 2024 ACC 신년음악회 (국립아시아문화전당 예술극장 극장1)
- 2024. 1. 2024 신년음악회 - 군포 (군포문화예술화관 수리홀)
- 2024. 1. 2024 광진문화재단 신년음악회 (나루아트센터 대공연장)
- 2024. 2. 당신이 있는 그곳 <오페라 하우스> 버스킹 in 남양주 (현대아울렛 스페이스원 모카가든)
- 2024. 4. 건설공제조합 <BUILD CLASSIC> VOL.3_Music of the Night (VISTA HALL 건설화관 2층)
- 2024. 5. 수원시민과 함께하는 음악 축제 PARK CONCERT (수원제1야외음악당)
- 2024. 5. 로맨틱 파트너스 콘서트 (정읍사예술회관)
- 2024. 7. 제18회 DIMF 어워즈 - 대구 (대구오페라하우스)
- 2024. 8. [11시&브런치] Vol.4 베이스 바리톤 길병민 with 박누리 콘서트 (구리아트홀 코스모스 대극장)
- 2024. 9. 중소기업 나눔 콘서트 (부산 벡스코 오디토리움)
- 2024. 9. 장일범의 유쾌한 클래식 4주년 음악회  <Theme4> (마포아트센터 아트홀 맥)
- 2024. 10. 선화예술중고등학교 개교 50주년 기념 동문음악회 (롯데콘서트홀)
- 2024. 10. 천안예술의전당 개관 12주년 기념공연Ⅱ(천안예술의전당 대공연장)
- 2024. 10. 제62회 부산예술제 <예술낙원> (부산시민회관 대극장)
- 2024. 10. 국립국악관현악단 브런치콘서트 <정오의 음악회> 10월 (국립극장 해오름극장)
- 2024. 10. 제5회 태안 예술 가곡제 <태안에서 온 가을 편지> (태안군문화예술회관 대공연장)
- 2024. 12. 2024 송년 콘서트 Epilogue - 진주 (경상남도문화예술회관 대공연장)
- 2024.12. 제3회 아산 오페라 갈라 콘서트 (경찰대학 이순신홀)
- 2024. 12. 2024 송년음악회 [가장 완벽한 엔딩] - 하남 (하남문화예술회관 검단홀)
- 2025. 1. 2025 신년음악회 <한빛예술단＆길병민> (강북문화예술회관 강북소나무홀)
- 2025. 1. 디즈니 OST 페스타 (부산문화회관 대극장)
- 2025. 2. 2025 빛나는 새해, 클래식의 향연 (순천문화예술회관 대극장)
- 2025. 3. 올라비올라의 B to B - 화성 (화성아트홀)
- 2025. 3. 올라비올라의 B to B (거창문화센터)
- 2025. 3. 신귀복 가곡 음악회 <가곡의 별> (남동문화재단 소래아트홀)
- 2025. 3. 팬텀 스타워즈 <부산청년 봄을 깨우다> (부산문화회관  대극장)
- 2025. 3. 마티네 콘서트 <신창용의 뮤직 라운지> I (아트센터인천 콘서트홀)
- 2025. 4. Darkness to Light with 길병민 (춘천문화예술회관)
- 2025. 4. 올라비올라의 B to B - 연천 (연천수레울아트홀)
- 2025. 4. 레떼아모르 콘서트 <Spring Letter> (푸르지오아트홀)
- 2025. 4. 신귀복 가곡 음악회 <가곡의 별> - 보성 (보성문화회관)
- 2025. 4. 아름다운 세 남자의 청와대 봄 이야기 (청와대 본관)
- 2025. 4. 올라비올라의 B to B - 수원 (경기아트센터 소극장)
- 2025. 4. 신귀복 가곡 음악회 <가곡의 별> - 익산 (익산예술의전당 대극장)
- 2025. 5. Lovely Concert 중소기업 사랑나눔콘서트 (롯데콘서트홀)
- 2025. 5. 신귀복 가곡 음악회 <가곡의 별> - 안성 (안성맞춤아트홀 대공연장)
- 2025. 6. 당신이 있는 그곳 <오페라 하우스 시즌3> 버스킹 (안산자락길 연희숲속쉼터 벚꽃마당)
- 2025. 6. 신귀복 가곡 음악회 <가곡의 별> - 제주 (제주문예회관 대극장)
- 2025. 6. 국립국악관현악단 베스트 컬렉션 - 통영 (통영국제음악당 콘서트홀)
- 2025. 6. KoCACA 아트페스티벌 축하공연 (세종예술의전당 야외무대)
- 2025. 7. Lovely Concert 중소기업 사랑나눔콘서트 (성남아트센터)
- 2025. 7. 신귀복 가곡 음악회 <가곡의 별> - 영덕 (예주문화예술회관)
- 2025. 7. 올라비올라의 B to B - 서귀포 (서귀포예술의전당)
- 2025. 8. 라라라 크로스오버 페스티벌_Love LiKE [ ] (롯데콘서트홀)

### 오페라
- 2018. 9. 리골레토 (이탈리아 피렌체 오페라 극장)[10]
- 2019. 9. 베르테르 (영국 런던 로얄 오페라 하우스)
- 2019. 11. 베니스에서의 죽음 (영국 런던 로얄 오페라 하우스)
- 2025. 4. 사랑의 묘약 (신세계남산 트리니티홀)

### 뮤지컬
- 2022. 8. ~ 12. 뮤지컬 〈엘리자벳〉 10주년 기념공연 (프란츠 요제프 역)
- 2023. 6. ~ 8. 뮤지컬 <모차르트!> (콜로레도 대주교 역)

### 영화
- 2024. 10. 〈엘리자벳: 더 뮤지컬 라이브〉 (프란츠 요제프 역)

## 방송

### TV
- 2014. 7. SBS 《놀라운 대회 스타킹》
- 2020. 4~7. JTBC 《팬텀싱어》 시즌 3
- 2020. 9. JTBC 《히든싱어》 - 레떼 아모르 출연
- 2020. 9. KBS 《열린 음악회》 - 레떼 아모르 출연
- 2020. 10. 개천절 기념식
- 2020. 10. 스팅레이 클래시카 《클래식이 알고싶다》
- 2020. 11. 아리랑TV 《Catchy Korea》
- 2020. 12. JTBC 《차이나는 클라스》
- 2020. 12. KBS 《새날마중》
- 2021. 1. MBC 《TV예술무대》
- 2021. 1. KBS 《열린 음악회 - 신년특집》 - 레떼아모르 출연
- 2021. 1. KBS 《열린 음악회 - 영화음악》
- 2021. 1. JTBC 《팬텀싱어 3 갈라콘서트》
- 2021. 1. ~ 4. JTBC 《팬텀싱어 올스타전》 - 레떼아모르 출연
- 2021. 1. SBS 《신년특집 세기의 대결 AI vs 인간》 - 레떼아모르 출연
- 2021. 4. 오르페오TV 《ODE PORT LIVE》
- 2021. 5. TBS 《518 민주화 운동 기념식》 - 레떼아모르 출연
- 2021. 5. MBC 《복면가왕》- 용궁예식장
- 2021. 5. KBS 《열린 음악회》 - 레떼아모르 출연
- 2021. 6. KBS 《아침마당 - [월요토크쇼 명불허전] 4인 4색 천상의 하모니》- 레떼아모르 출연
- 2021. 7. KBS 《유희열의 스케치북》- 레떼아모르 출연
- 2021. 8.  KBS 8.15 특별기획 <해양영토 더 큰 대한민국> - 레떼아모르 출연
- 2021. 8. KBS 《열린 음악회》- 레떼아모르 출연
- 2021. 8. 광주MBC 《문화콘서트 난장》- 레떼아모르 출연
- 2021. 10. KBS 《열린 음악회 - 한민족을 위한 편》- 레떼아모르 출연
- 2021. 10. KBS 《열린 음악회 - 노래의 날개 위에 편》
- 2021. 12. KBS 《열린 음악회》
- 2021. 12. 국방TV 《국방부 군악대대 정기연주회》
- 2022. 3. MBC 《TV예술무대- 골든콘서트 프렌즈》
- 2022. 4. KBS 《열린 음악회》
- 2022. 4. MBC 《생방송 행복드림 로또 6/45》- 게스트 1010회
- 2022. 6.  KBS 《열린 음악회 - 하모니편》
- 2022. 6. 오르페오TV 《ODE PORT LIVE 시즌2 - 한국가곡》
- 2022. 7. TV조선 《국가가 부른다》
- 2022. 12. ~ 2023. 3. TV조선 《미스터 트롯 2》
- 2023. 1. KBS 《열린 음악회 - 신년 특집 편》
- 2023. 4. KBS 《열린 음악회 - 산림청 특집 편》
- 2023. 4. KBS부산 《아침마당》
- 2023. 5. TV조선 《화요일은 밤이 좋아》
- 2023. 7. KBS 《열린 음악회 - 정전 70주년 기념 편》
- 2023. 10.TV조선 《트랄랄라 브라더스 21회 - 후니지니 뽕빛 캠프》
- 2023. 11. KBS1 《제12회 2023년 대한민국 나눔국민대상》
- 2024. 2. KBS1 《열린음악회》
- 2024. 3. 딜라이브TV 《당신이 있는 그곳, 오페라 하우스》
- 2024. 7. KBS1 《제18회 DIMF 어워즈 - 대구》
- 2024. 10. KBS1 《가요무대》- 가을이 오면
- 2024. 11. SBS 문화가중계《선화예술중고등학교 개교 50주년 기념 동문회》
- 2024. 11. SBS 문화가중계《제41회 새얼 가곡과 아리아의 밤》
- 2024. 12. KBS1《가요무대》- 사랑, 세글자
- 2025. 1. 대전MBC 제3회 아산 오페라 갈라 콘서트
- 2025. 2. KBS1《아침마당》- 행복한 금요일 쌍쌍파티
- 2025. 2. KBS1 이수인 동요축제 둥글게 둥글게
- 2025. 4. KBS1 제 65주년 4.19혁명 기념식 (국립4.19 민주묘지)
- 2025. 7. 한경arteTV 당신이 있는 그곳 [오페라 하우스 시즌3 2회] - 크로스오버 특집 '성악가가 말아주는 K-발라드'(딜라이브TV동시방송)

### 라디오/인터넷
- 2020. 8. 네이버 Now 《라비의 퀘스천마크》 - 레떼아모르 출연
- 2020. 8. EBS FM 《이승열의 세계음악기행》 - 레떼아모르 출연
- 2020. 9. SBS 러브FM 《이숙영의 러브FM》 - 레떼아모르 출연
- 2020. 9. EBS FM 《정세운의 경청 - 가을밤 미니 콘서트 Fall in Love with 레떼 아모르》 - 레떼아모르 출연
- 2020. 9. 네이버 Now 《점심어택》 - 레떼아모르 출연
- 2020. 10. SBS 파워FM 《두시탈출 컬투쇼》 - 레떼아모르 출연
- 2020. 10. SBS 파워FM 《최화정의 파워타임》 - 레떼아모르 출연
- 2020. 10. EBS FM 《이승열의 세계음악기행》
- 2020. 10. SBS 러브FM 《이숙영의 러브FM》
- 2020. 12. SBS 파워FM 《최화정의 파워타임》 - 레떼아모르 출연
- 2021. 4. 네이버 Now 《점심 어택》 - 레떼아모르 출연
- 2021. 6. 네이버 Now 《쌩수다》 - 레떼아모르 출연
- 2021. 6. TBS eFM 《스윗 랑데뷰》 - 레떼아모르 출연
- 2021. 6. 네이버 Now 《퀘스천마크》 - 레떼아모르 출연
- 2021. 7. EBS 《김주택 정태양의 오페라오페라 시즌2》 : 피가로의 결혼(Le nozze di Figaro)
- 2021. 7. SBS 파워FM 《김영철의 파워 FM》 - 레떼아모르 출연
- 2021. 7. EBS FM 《이승열의 세계음악기행》 - 레떼아모르 출연
- 2021. 9. 네이버 Now 《응수CINE》- 레떼아모르 출연
- 2021. 9. KBS 클래식 FM 《생생클래식》
- 2021. 12. ~ 2022. 1. EBS 《김주택 정태양의 오페라오페라 시즌2》 : 아틸라(Attila)
- 2022. 1. CPBC 《장일범의 유쾌한 클래식》
- 2022. 2. KBS 클래식FM 《KBS 음악실》
- 2022. 3. EBS FM 《펜타곤의 밤의 라디오》
- 2022. 3. CPBC  《장일범의 유쾌한 클래식》
- 2022. 3. 네이버 NOW 《응수CINE》
- 2022. 3. SBS 파워FM 《아름다운 이 아침 김창완입니다》
- 2022. 4. EBS 《김주택 정태양의 오페라오페라 시즌2》 : 나부코(Nabucco)
- 2022. 4. EBS FM 《이승열의 세계음악기행》
- 2022. 6. EBS FM 《정경의 11시 클래식 - 수요초대석》
- 2022. 8. EMK 유튜브《2022 뮤지컬 엘리자벳 시츠브로브 현장 라이브》
- 2023. 1. Warner Classics Korea 공식 유튜브《꼬꼬클 EP.1 - 음반의 탄생과 카루소》
- 2023. 10. 대구KBS1FM《아름다운 오후, 네시입니다 - 비전뮤직홀 공연 송출》
- 2023. 10.《빕(BIB)_1318 - 일팁월장》유투브
- 2024. 9. 크레즐(CREZL) 유투브 《크로술오버》 EPISODE 3
- 2024. 11. cpbc 장일범의 유쾌한 클래식 4주년 음악회 실황중계
- 2024. 12. 크레즐(CREZL) 유투브 《크로술오버》 EP.03
- 2024. 12. KBS대구 2024 특집<포시즌> 겨울
- 2024. 12. YTN 보이는 라디오 《슬기로운 라디오생활》2부
- 2025. 2. BTN 라디오  《울림스페셜》 - 길병민쇼
- 2025. 3. BTN 라디오  《울림스페셜》 - 길병민쇼
- 2025. 7. 디아츠 : D'arts [오페라 하우스 시즌3 2회]

## 음원/음반
- 2017. 소속그룹 AWESOME (어썸) 디지털 싱글 음원 《IL MONDO》
- 2020. JTBC <팬텀싱어> 디지털 싱글 음원 《Musica che resta》, 《Rise Like a Phoenix》, 《바람에게》, 《Dovunque Sarai》, 《Senza Luce》, 《You and I (Vinceremo)》, 《High and Dry》, 《Oceano》, 《Love will never end》
- 2020. 10. 정규 1집: 한국가곡 데뷔앨범 《꽃 때 - A Time to Blossom》
- 2021. 팬텀싱어 올스타전 디지털 싱글 음원 《Story of my life》, 《내 생애에 아름다운》, 《사랑이야》, 《Always》, 《태양을 피하는 방법》
- 2021. 6. 레떼아모르 故김현식 헌정 리메이크 앨범 《아무 말도 하지 말아요》
- 2021. 6. 레떼아모르 미니앨범 《WISH》
- 2021. 12. 레떼아모르 디지털 싱글 《이 별 빛》
- 2022. 2. 정규 2집: 정통클래식 앨범 《고전의 길 - The Road of Classics》